# Nghĩa An, Nghĩa Lộ
Nghĩa An là một xã thuộc thị xã Nghĩa Lộ, tỉnh Yên Bái, Việt Nam.

## Địa lý
Xã Nghĩa An nằm ở phía tây nam thị xã Nghĩa Lộ, có vị trí địa lý:
- Phía đông bắc giáp các phường Pú Trạng, Tân An, Cầu Thia
- Phía tây bắc và đông nam giáp huyện Văn Chấn
- Phía tây và tây bắc giáp huyện Trạm Tấu.

Xã Nghĩa An có diện tích 11,60 km², dân số năm 2019 là 3.077 người, mật độ dân số đạt 265 người/km².

### Lâm nghiệp
Trong 4 năm tính đến năm 2011, toàn xã trồng mới hơn 100 ha rừng, quản lý hiệu quả 500 ha rừng và đất rừng, 80% diện tích đất canh tác của xã đã sản xuất vụ đông, đạt 75 triệu đồng/ha/năm.

## Hành chính
Xã Nghĩa An được chia thành 8 thôn: Bản Vệ, Đêu 1, Đêu 2, Đêu 3, Đêu 4, Nà Vặng, Nậm Đông 1, Nậm Đông 2.

## Lịch sử
Trước đây, Nghĩa An là một xã thuộc huyện Văn Chấn.
Ngày 15 tháng 5 năm 1995, Chính phủ ban hành Nghị định 31-CP, về việc thành lập thị xã Nghĩa Lộ và điều chỉnh địa giới hành chính giữa thị xã Nghĩa Lộ và huyện Văn Chấn thuộc tỉnh Yên Bái. Theo đó, điều chỉnh 181,05 hécta với 2.566 nhân khẩu của xã Nghĩa An thuộc huyện Văn Chấn.
Sau khi điều chỉnh địa giới để thành lập thị xã Nghĩa Lộ, xã Nghĩa An còn lại diện tích tự nhiên 1.237 hécta với 2.432 nhân khẩu.
Ngày 24 tháng 12 năm 2003, Chính phủ đã ban hành Nghị định số 167/2003/NĐ-CP về việc điều chỉnh địa giới hành chính mở rộng thị xã Nghĩa Lộ. Theo đó, chuyển toàn bộ diện tích tự nhiên và dân số của xã Nghĩa An thuộc huyện Văn Chấn về thị xã Nghĩa Lộ quản lý.

## Du lịch
Hiện nay, xã Nghĩa An đang phát triển hình thức du lịch cộng đồng với lợi thế nằm trên cánh đồng Mường Lò rộng lớn thứ hai ở khu vực tây bắc.